# Boulevard de Denain
Der Boulevard de Denain ist eine Straße im Quartier Saint-Vincent de Paul des 10. Arrondissements in Paris. Sie endet vor der Hauptfassade des Gare du Nord.

## Lage

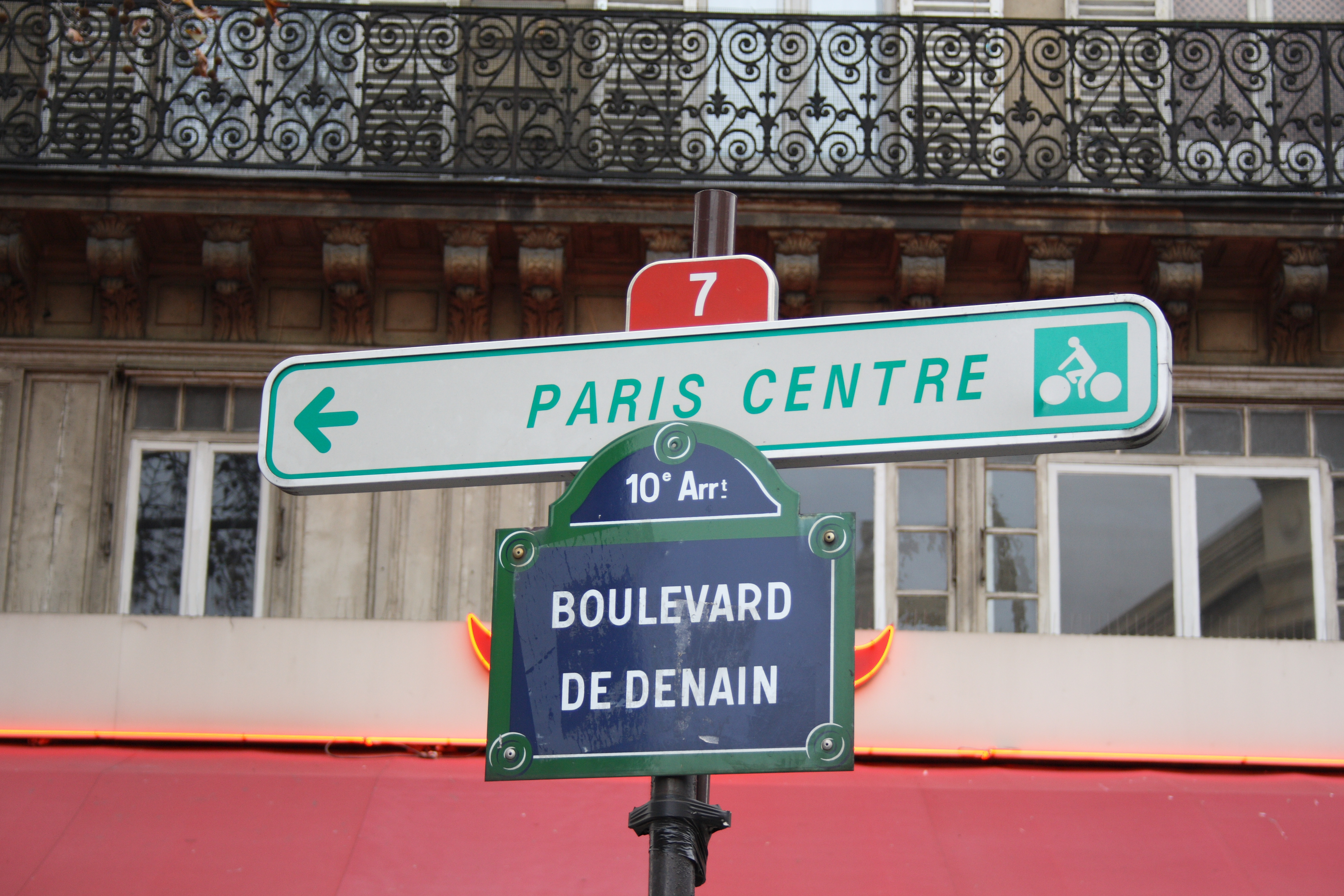
Straßenschild des Boulevard de Denain

Der Boulevard de Denain beginnt am Place de Valenciennes, auf der Höhe der Nr. 114, Boulevard de Magenta. Er führt zur Hauptfassade des Gare du Nord und endet an der Rue de Dunkerque und am Place Napoléon III. Die Straße kreuzt in ihrem Verlauf keine andere Straße.
Die nächste Metrostation ist Gare du Nord mit den Linien:
- und
- RER   und .

Außerdem gibt es viele Buslinien:
- RATP 26, 30, 31, 35, 38, 39, 42, 43, 46, 48, 54, 56, 65, 302,350, L’Open Tour

## Namensursprung
Der Boulevard wurde nach der nordfranzösischen Stadt Denain benannt, wo Frankreich 1712 in der Schlacht bei Denain über seine Gegner siegte.

## Geschichte
Die Straße wurde per königlichem Erlass vom 31. Januar 1827 auf dem Gelände der Enclos Saint–Lazare eröffnet.
Die 1859 fertiggestellte Straße wurde zunächst Rue de la Barrière-Saint-Denis, danach Rue de Denain, schließlich Avenue de Denain (1847), ehe sie schließlich in Boulevard de Denain umbenannt wurde. 
Der Boulevard mit einer Breite von 30 Metern und einer Länge von 110 Metern wird auf beiden Seiten von Wohngebäuden begrenzt, die im Erdgeschoss Restaurants, Bankfilialen und Einzelhandelsgeschäfte beherbergen.
Am Anfang des Boulevard de Denain ist der ehemalige Eingang zur einstigen Endstation der Métrolinie 5, die heute als Gare du Nord USFRT (Fortbildungseinrichtung) genutzt wird.